# 徐少龍
徐少龍，（1952年—2025年2月5日，原名徐浩城），臺灣罪犯、宗教創始人，中華中正黨（已解散）榮譽主席，深坑地區的新興宗教創始人，涉及多起性侵、猥褻、詐欺、傷害等罪，是電影《周處除三害》「邪教尊者」林祿和一角的主要原型。

## 生平

### 發跡
1982年11月從台中北上，到台北擔任超心理協會顧問，1983年2月與另一創辦人吳培陽共同創辦華興宮，並在道教總會登記，開始教導靈修，收「一心修道」的弟子。之後陸續在北中南開設道場，由弟子發起認捐蓋道場，台中、台北、高雄道場分別陸續完工使用。1991年起即在全台開設道場、廣收信徒，要求信眾相信世界末日，稱地球會在2012年毀滅，而徐少龍會用太空梭帶信眾去別的星球。
2000年6月開始，高雄地區有人開始控告徐少龍詐欺，立法委員陳其邁呼籲法務部長陳定南掃除這類「宗教流氓」。徐少龍多次被依詐欺罪查辦，但宗教詐騙案蒐證難度高，有證據盲點，徐少龍每回都辯稱是信徒們心甘情願捐款，屢獲不起訴處分。檢察官的不起訴處分到手後，徐少龍就透過網路公開不起訴處分書或由信眾口耳相傳，加碼宣傳自己辦教合法，以致他2020年6月被收押於土城看守所之前，都維持無罪之身。，並且徐少龍致力於修飾形象，曾對高雄市鼓山區紅十字會育幼中心捐款。

### 五教共主
自稱是「五教共主、至上道主、天斬大將軍」，「少龍」是他的「道體」，元神統領天界，是「天界最高層次的神，統領天界與天國所有的神，是造物主、是萬神之神，任何神靈都須依其指令行事」，耶穌跟佛祖都聽他指示，徐少龍稱，二十幾歲時得知自己的元神統領天界，無論中西信仰都歸他管，而他的使命，就是結束這個道德淪喪的地球，帶一批人到宇宙的其他星球，更聲稱「如果我早點曝光身分，就不會有妙天、妙禪了。」還自稱法力無邊，呼風喚雨，可以讓颱風轉向。

### 歌聲治病
徐少龍宣稱當前醫學所發現的病毒和細菌其實是「靈體」，此「靈體」是被設計演化來處罰人類的，如果有人感染肺炎或是得到流感，只要加入他的「中正黨」或是「聆聽少龍唱歌」就能恢復健康，「必須從心靈上著手治」。對於2019冠状病毒病疫情，他說是「心靈因果病」，並稱自己是接收到「神的旨意」，此一言論遭到檢警依違反社維法送辦。

### 仙丹治病
除了「唱歌治病」的謬論之外，徐少龍還涉及密醫行徑，導致信徒死亡。徐少龍自製黑色藥丸「仙丹」，向信徒兜售，宣稱吃了可以治療百病，延年益壽，徐少龍還會自行開立處方箋，命信徒去中藥或草藥店購買煎服，一名資深信徒說：「我知道有一位已過世的陳姓女子，她之前也是祕書，長期跟在少龍的旁邊，她身體狀況不是很好，需要常常洗腎，少龍都開藥方讓她去拿藥，最後她死掉了。」

### 飛奔太空
徐少龍不只自稱可以治病，還自稱可以救苦救難，徐少龍要求信徒觀看電影《末日預言》，宣稱地球將毀滅，鼓吹信徒捐錢購買生活用品、家電等各式物資，全部捐獻予他，以此大量斂財，並於道場設置太空梭模型，稱之為「方舟」，假稱世界末日時方舟可載信徒至外太空的「靈性世界」避難。但也有信徒叫屈，稱該模型為1996年做為華興季刊的投稿信箱之用，從來就沒有2012年世界末日買太空梭要逃離地球來詐財的事情。

### 大開後宮
2016年起，徐少龍要信徒提供二十多歲的女兒加入「仙女班」，最好是未交過男友且無性經驗，最後共募集237人加入，猶如後宮。更離奇的是，有不少資深信徒為了討好徐少龍，「奉獻」年幼的女兒予徐少龍，有女成員還安排女兒進入仙女班，形同「母女與少龍同煉」。甚至有證人稱，道場中有懷孕的女子帶「0歲的腹中女胎兒」，在少龍處參加仙女班，少龍於女孩成年後再加以強制猥褻與強制性交，極為荒謬。
徐少龍告知女信徒，加入此仙女班可以成佛或即身成佛，該班有「導師宮女」、「宮女」等階級，宮女有宣誓詞，要求終身「獻身」，「是至上道主的新娘」，還必須「全心全意侍奉至上道主，無條件順從至上道主」。徐少龍要求「仙女」們白天在少龍在新北市深坑開設的太一電子檢驗公司上班、晚上都回到附近木柵興隆路的華興靈修中心住宿，實際上是集中管理。徐少龍頒發「道宮宮女新生活規則」，嚴禁「思親」、「思凡」，並嚴格控制「仙女」的生活，要求不得與非信徒聯繫，甚至是跟家人、親友聯絡，避免「仙女」察覺外界對其不利的事實資訊。徐少龍利用「仙女」對他的極度敬畏，又灌輸「道主至高無上、不信者會遭到因果業報，甚至墮入地獄」還恐嚇稱「仙女不聽話，不只會影響自己修行，還會連累家人」等謬論歪說，時常性騷擾、猥褻甚至性侵，雖然戒律森嚴，但荒謬的言論還是讓「仙女」們逐漸覺醒，陸續脫離此教團，兩百多位「仙女」最後剩下六十多人。但徐少龍被捕時大呼冤枉，稱自己年近七旬，高血壓、心臟病、腎臟病、糖尿病、冠狀動脈疾病等百病纏身，又加上長期洗腎，早就不舉，根本無法性侵。
檢方查出，徐少龍喜歡頗具姿色，身材曼妙，沒性經驗的二十多歲女性，親自面試挑選，沒達到標準，還會被徐少龍「退貨」。但如果夠美艷的話，徐少龍則願意放寬標準，不執著是否曾有性經驗，依然設局染指。前男信徒說，當時他跟女友都相當虔誠，聽到徐少龍稱「發生性行為會妨礙修行」，兩人為了禁慾，立刻分手，從男女朋友變成「師兄、師姐」，結果徐少龍卻把其女友帶回「男女雙修」。還有「仙女」被少龍要求脫掉衣服，並斥責「下次如果有機會要跟妳做愛、把精液射給妳是幫妳提升的最快方式」；還有被害人被少龍召見，卻被少龍突襲舌吻約1分鐘，還摸著她的背部詢問「有沒有感覺（指性慾）？」徐少龍與仙女獨處時以「提升靈性」、「精液可提升修行」等理由，強行摸、吸6名仙女胸部，因自己不舉而性侵不成，反而責怪被害人「陰氣重」。對於徐少龍的言論，一名女性檢察官曾當庭要求徐少龍「展示神蹟」，以證明其所言不虛，並非詐欺，但徐少龍卻當庭反嗆檢察官，稱檢察官「沒有修行，所以沒有功德，看不到神蹟」。檢方因而認為徐少龍是神棍，且犯後毫無悔意。

### 受審及死亡
2020年6月遭到刑事局逮捕，查扣了新台幣8000萬元現金，少龍以涉詐欺、性侵、猥褻、傷害、妨害自由等罪行被羈押。臺北地檢署根據6名受害女信徒的供述，認為少龍利用宗教蠱惑人心，還對受害者和其家庭施壓，長期藉此將女信徒當作後宮大逞性慾，徐少龍辯稱自己長年陽痿，無法性侵，都是女信眾誣陷。且他罹患高血壓、糖尿病、腎臟病、心臟病等疾病，還要洗腎，不適合羈押。但法官認定他至少涉及1個強制性交未遂罪、6個強制猥褻罪，裁定其羈押禁見。徐少龍不服羈押處分，向臺灣高等法院提出抗告被駁回。檢方還認為，仍有眾多事證尚待釐清，提起延押，臺北地方法院8月14日已裁准，延長羈押2個月。10月12日又遭裁定繼續羈押，2021年1月8日仍被裁定羈押。
2021年1月12日，徐少龍突感不適而昏迷，送醫救治，經過心肺復甦術搶救成功，醫師認定其病危，入住亞東醫院加護病房，法庭裁定以300萬元保外就醫。徐少龍最終於2025年2月5日病逝，其案件亦因此結案。

## 案外案
2020年11月信眾接受媒體採訪，為教主大喊冤枉，還洩露被害人身分，臺北地檢署檢察官得知後，已著手展開調查被害者身分為何會外洩，質疑其教團內部有徐少龍共犯，對於媒體洩露被害人資訊，將發函主管機關依法裁處。

## 關係機構
- 中華中正黨：
  - 徐少龍曾自稱自己是天界最高主宰之神「天斬大將軍」下凡，蔣中正是他天界的部下，為了紀念他與蔣中正在天國的情誼，創立「中正黨」，蔣中正還特別顯靈告知，加入「中華中正黨」，就能化解COVID，「中正黨」並嗆醫療、檢調、媒體，若質疑調查此事，就是「冒犯天條」[34]。此種謬論因違反《社會秩序維護法》，立即被「膽敢冒犯天條」的刑事局與臺北地檢署查辦，後遭臺北地方法院罰鍰1萬元。孰料「中正黨」變本加厲，前信徒指控，該黨還要求黨眾反對民進黨、支持臺灣被中國統一，否則會爆發各種瘟疫。該黨還告知黨員：「道主去慈湖謁陵祭拜後，蔣中正降筆表示，從天界看到美國正利用民進黨，更利用臺灣為基地統領亞洲，期望透過少龍歌聲化解國民黨內無形磁場的干擾。」甚至「蔣公拜託道主少龍帶國民黨的子弟兵去靈性世界」等胡扯邪说。[35]
- 華興靈修中心：
  - 徐少龍在木柵開設華興靈修中心。[36][37]
- 仙華音樂公司：
  - 根據三立新聞台查證，徐少龍自組唱片公司「仙華音樂有限公司」，設立於新北市深坑區北深路，董事長是徐少龍，旗下藝人也只有徐少龍。形同一人唱片公司。[38]於2018年11月17日徐少龍首張國語專輯正式發行[39]。曾在台北市文山區、大安區、信義區等地擁有門市，並只販賣徐少龍的唱片。
- 太一電子檢測公司：
  - 在深坑區草地尾設置了「太一電子檢測公司」。員工達五十餘人。[36]